# Örebro läns norra valkrets
Örebro läns norra valkrets var vid valen 1911–1920 till andra kammaren en egen valkrets med fem mandat. Den avskaffades vid nyvalet 1921 då hela Örebro län sammanfördes i Örebro läns valkrets. 

## Riksdagsmän

### 1912–vårsessionen 1914
- Anders Gustafsson, lmb
- Erik Nilson, lib s
- Karl Sandberg, lib s
- Anders Anderson, s
- Olof Nilsson, s

### Höstsessionen 1914
- Anders Gustafsson, lmb
- Erik Nilson, lib s
- Karl Sandberg, lib s
- Anders Anderson, s
- Olof Nilsson, s

### 1915–1917
- Anders Gustafsson, lmb
- Erik Nilson, lib s
- Anders Anderson, s
- Gustaf Julin, s
- Olof Nilsson, s

### 1918–1920
- Anders Gustafsson, lmb
- Erik Nilson, lib s
- Karl Sandberg, lib s
- Anders Anderson, s
- Olof Nilsson, s

### 1921
- Anders Gustafsson, lmb
- Erik Nilson, lib s
- Anders Anderson, s
- Olof Nilsson, s
- Viktor Öhman, s